# Proceratium lunatum
Proceratium lunatum is een mierensoort uit de onderfamilie van de Proceratiinae. De wetenschappelijke naam van de soort is voor het eerst geldig gepubliceerd in 1981 door Terron.